# Hartola
Hartola è un comune finlandese di 2574 abitanti, situato nella regione del Päijät-Häme.